# La abadía de Northanger
Northanger Abbey fue la primera de las novelas de Jane Austen que estuvo preparada para su publicación, aunque antes había comenzado a trabajar en Sentido y sensibilidad y Orgullo y prejuicio. De acuerdo con el memorándum de Cassandra Austen, Susan (como fue llamado en principio) se escribió alrededor de los años 1798-1799.
Northanger Abbey se escribió en 1798, fue revisado para la imprenta en 1803, y vendido ese mismo año por diez libras (£10) a un vendedor de libros de Bath, Crosbie & Co. quien después de dejarlo durante varios años en sus baldas, lo revendió al hermano de la novelista, Henry Austen, por la misma suma que él había pagado al principio, desconociendo que la escritora era ya la autora de cuatro populares novelas. La novela fue revisada de nuevo antes de publicarse póstumamente a finales de diciembre de 1817 (1818 se dice en su página inicial) como los dos primeros volúmenes de un conjunto de cuatro, siguiéndole Persuasión.

## Introducción a la trama

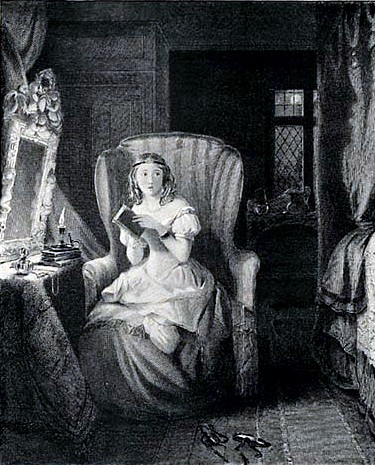
Catherine leyendo.

Northanger Abbey sigue a Catherine Morland y sus amigos el Sr. y la Sra. Allen en su visita a Bath, Inglaterra. La joven de diecisiete años, Catherine pasa el tiempo visitando a nuevos amigos, como Isabella Thorpe, y yendo a bailes. Catherine es pretendida por el hermano de Isabella, John Thorpe (amigo de la universidad del hermano de Catherine, James) y por Henry Tilney. También se hace amiga de Eleanor Tilney, hermana menor de Henry. El Sr. Henry Tilney la cautiva con su punto de vista sobre las novelas y el conocimiento que tiene de la historia y del mundo. Los Tilney invitan a Catherine a visitar la finca de su padre, Northanger Abbey, que, dado que ella está leyendo la novela gótica de Ann Radcliffe titulada Los misterios de Udolfo, Catherine espera que sea oscura, antigua y llena de misterio y fantasía.

## Resumen de la trama
Catherine Morland es la cuarta de los diez hijos de una familia acomodada pero rural. Habiendo vivido en el campo toda su vida, sin más compañía que su familia, y habiendo recibido una educación sencilla, no se considera lo suficientemente guapa ni elegante cómo para ser como las heroínas de las novelas góticas «dramáticas y sin sustancia» que le gustan. Los Allen, un matrimonio rico y sin hijos, le invitan a que viaje con ellos a Bath, Inglaterra. Catherine y la Sra. Allen pasan el tiempo comprando y paseando para que las vean pues no conocen a nadie ahí.
Durante unos de estos "paseos para ser vistas", Catherine es presentada a un joven clérigo llamado Henry Tilney. Más tarde, baila con él y mantienen una conversación que basta para que Catherine quede intrigada por él. Al día siguiente lo busca en los varios eventos sociales de Bath, pero él parece haber desaparecido. Catherine sigue pensando en él, pero conoce a la señora Thorpe, una vieja amiga de la señora Allen. Catherine traba una íntima amistad con la hija mayor, Isabella, de 21 años, con quien comparte el gusto por las novelas góticas. 
Catherine admira la belleza y elegancia de Isabella, y confía en su criterio en cuanto a las complejidades de la escena social urbana. Su ingenuidad, y su inexperiencia en sociedad, le impiden distinguir la insinceridad de su nueva amiga, incluso cuando esta actúa de manera incoherente. Al poco tiempo de entablar su amistad, los hermanos mayores de ambas, James Morland y John Thorpe llegan a Bath. Da la casualidad de que son compañeros en la universidad.  Rápidamente Isabella empareja a Catherine con John, mientras que ella entabla una relación amorosa con James. James se enamora rápidamente de Isabella, pero a Catherine le desagrada John Thorpe, pues lo considera vulgar, grosero y narcisista. Sin embargo, John Thorpe esta convencido de que ella quiere casarse con él y así la compromete a bailar con él en el próximo baile. La noche de ese mismo baile aparece Henry Tilney,  con una bonita y elegante dama que resulta ser su hermana Eleanor. Henry le pide bailar a Catherine, pero esta no puede por su compromiso de un baile con Thorpe y se siente muy desdichada. Catherine entabla una conversación cordial con Eleanor, a quien admira por su disposición tranquila y elegante. A Eleanor también le agrada Catherine, y rápidamente se da cuenta de que a ella le gusta Henry.
Catherine desde entonces trata de mantener la amistad con las dos familias, Thorpe y Tilney, con los primeros por su amor a James y su amistad con Isabelle, y con los segundos por su inocente interés por Henry. Cuando comienza a intimar con Eleonor Tilney, esta la invita a dar un paseo por los campos. Catherine acepta,  acordando ambas en que solo irán si no llueve y con la compañía de Henry.
Ese día amanece lluvioso pero más tarde despeja por lo que no está segura de como proceder cuando pasan los Thorpe con su hermano James y le piden salir a pasear con ellos, si seguirlos o esperar por si pasan los Tilney. John Thorpe asegura a Catherine que ha visto a los Tilney en otro asunto y que no mantendrán su compromiso. Finalmente la señorita Morland va junto a los Thorpe y James muy desilusionada. Catherine queda aún más disgustada con John Thorpe por su arrogancia y su insensato tema de conversación. Cuando pasean ve a los Tilney y le ruega a Thorpe que la deje bajar para unirse a los Tilney para disculparse por el malentendido y acompañarlos en su paseo, sin embargo John no para y Catherine se enfada por su grosería.
El resto del paseo resulta de lo más aburrido y cuando vuelve a su casa se dirige a la residencia de los Tilney para excusarse con Eleanor pero le dicen que ella está fuera. Minutos después Catherine ve cómo Eleanor sale de la casa. La señorita Morland se siente mortificada por la exclusión y luego cuando están en el teatro se esfuerza al máximo por perdonarse con los Tilney y así mismo estos le explican el malentendido de decir que no estaban. Así planean nuevamente el paseo junto a Henry. Es entonces cuando el general Tilney ve a su hijo hablar con Catherine y le pregunta a John Thorpe, conocido suyo, por los datos de Catherine. John Thorpe que está seguro del amor de la joven por él alardea de una supuesta gran fortuna que heredara de los Allen, haciendo que el general mire con buenos ojos una posible alianza entre Catherine y Henry.
Al mismo tiempo James, John Thorpe e Isabella idean un plan para ir a ver un castillo e instan a Catherine a ir con ellos. Ante la negativa de Catherine por su compromiso previo estos se ponen muy caprichosos y John Thorpe va donde Eleanor y le dice que Catherine ha cancelado su paseo. Catherine se da cuenta de lo sucedido y corre rápidamente para alcanzar a los Tilney. Así llega a la residencia de los Tilney en Bath donde es presentada al General Tilney que se comporta muy amablemente y todo queda solucionado con Eleanor y Henry por lo del paseo.
Finalmente marchan a dar un paseo, y Catherine cada vez se encuentra más a gusto con los Tilney.
Mientras, Catherine descubre que Isabella y su hermano se van a casar. Sin embargo, Isabella no se queda muy satisfecha al conocer las propiedades de James, pero convence a todos de que su descontento es resultado de la necesidad de esperar dos años para casarse. En un baile, mientras James está afuera, conoce al hermano mayor de Henry, el capitán Tilney, un encantador y guapo hombre, y baila con él. De ahí se pasa a un flirteo a gran escala que Catherine, creyendo lo mejor de su mejor amiga y pronto cuñada, encuentra difícil de entender; a diferencia de Henry Tilney, que entiende la situación demasiado bien. El flirteo continua incluso cuando James se encuentra presente, pero Catherine es demasiado feliz para darse cuenta.
Su felicidad casi acaba cuando conoce que los Tilney deben abandonar Bath; pero crece infinitamente cuando recibe una atenta invitación de Eleanor, instigada por su padre, para que ella les acompañe a su residencia, Northanger Abbey (La abadía de Northanger).
Catherine, que tiene la cabeza llena de novelas góticas, espera que la abadía de Northanger sea un antro enorme y sobrecogedor. Mientras va hacia allá, Henry comienza a describir lo que Catherine encontrará en su habitación, y empieza a amedrentarla ligeramente. Esa noche es muy tormentosa, y Catherine descubre un armario en una esquina de la habitación. Encuentra vacíos todos los cajones, y respira aliviada, pues todo se parece demasiado a lo que Henry, bromeando, le había dicho antes. Entonces descubre un rollo de manuscritos, pero antes de poder leerlos, se apaga su vela. A la mañana siguiente, lee los papeles y descubre que son solo las listas de la lavandería.
Más tarde, el General Tilney y Eleanor llevan a Catherine de visita por toda la casa, y Catherine queda desilusionada al ver qué poco gótica es la mansión. Durante la visita, entran en una nueva ala, y Eleanor va a abrir una puerta. El General la riñe secamente, y no entran en esas estancias. Pronto le dicen a Catherine que las habitaciones eran de la Sra. Tilney, muerta nueve años antes. Catherine, con su sobreexcitada imaginación, empieza a pensar que como el General Tilney no parece ahora afectado por la muerte, debió ser indiferente, incluso hostil, a su esposa. La especulación va más allá y Catherine imagina que él mató a su esposa --pues Eleanor declaró que ellos estaban fuera cuando ella enfermó y murió-- o que ella está aún viva y prisionera en la casa.
Persuade a Eleanor para que le enseñe esas habitaciones otro día, y las jóvenes quedan sorprendidas por la súbita aparición del General Tilney en cuanto se disponen a entrar en la habitación. Catherine huye a su habitación, y cree que pronto la llamarán. Cuando aparece, sin embargo, Eleanor dice a Catherine que su padre solo quería que ella contestase una nota. Más tarde, Catherine se va pronto para vestirse para la cena, pero en lugar de ello, empieza a investigar las habitaciones. Pronto es sorprendida por Henry, que ha regresado de Woodston, el pueblo en el que está su parroquia, más pronto de lo que esperaba, y se marcha a su habitación.
En un momento de pánico, ella le cuenta sus especulaciones respecto a su padre. Henry queda horrorizado, y le corrige sus disparatadas ideas, aunque su propio punto de vista en alabanza de la impecable sociedad inglesa revela su propia distorsión conservadora del mundo. Ella se marcha llorando y ahora teme que Henry no quiera tener nada que ver con ella. Al día siguiente, es una mujer distinta, pero queda agradablemente sorprendida cuando el General Tilney decide más tarde que él y las jóvenes visitarán a Henry mientras esté en Woodston. Catherine queda encantada con el pueblo y la parroquia, pero no duda si expresar o no su interés. El General, sin embargo, la persuade, y ella queda emocionada con la sala inacabada.
Catherine recibe una carta de su hermano James, diciéndole que ha sido engañado por Isabella, y que ha roto su compromiso por su comportamiento hacia el Capitán Tilney. Los hermanos Tilney quedan impresionados, pero Henry afirma que su hermano no ha podido sentir ningún afecto verdadero por Isabella. Catherine está desencantada con Isabella, y se inquieta por su relación íntima con ella.
El General Tilney deja a los jóvenes en Northanger mientras él marcha a Londres, y Catherine está asombrada por el cambio tan completo que experimenta el comportamiento de Eleanor, y que ella ha reprimido en presencia de su padre. Después de varios días encantadores, Henry se marcha a Woodston. Esa noche, el General Tilney regresa inesperadamente, y Eleanor revela a Catherine que ha habido un compromiso para toda la familia que impide a Catherine quedarse con ellos más tiempo. Catherine tiene que ser enviada a casa temprano a la mañana siguiente, de una manera sorprendente y poco hospitalaria.
Cuando vuelve a casa, la familia de Catherine está feliz por su regreso, pues ha estado fuera casi tres meses, pero Catherine permanece distraída e infeliz. Varios días después, Henry va a Fullerton y mientras caminan a casa de los Allen, explica a Catherine lo ocurrido. El General Tilney había quedado encantado con Catherine, y deseaba que se case con Henry. Sin embargo, él había decidido eso porque no estaba suficientemente informado. Había preguntado a John Thorpe quién era ella y su situación al ver a Catherine y Henry hablando. John, que entonces estaba cautivado por Catherine, exageró las riquezas de ella y su situación familiar, y fue tan lejos que afirmó que los Allen le darían también una gran cantidad de dinero. Sin embargo, cuando el general estuvo en Londres, se encontró de nuevo con Thorpe, quien, entonces, estaba totalmente disgustado con Catherine porque lo había rechazado. El general, que oyó entonces decir que los Morland estaban empobrecidos, marchó a casa para echar de ella a Catherine.
Henry le asegura que aún quiere casarse con ella, a pesar de los intentos de su padre de apartarla de su mente. Los Morland están satisfechos con el enlace, siempre que el general Tilney dé su consentimiento. El general con el tiempo accede, pues Eleanor se casa con un hombre que recientemente había entrado en posesión de una gran cantidad de dinero y un título—irónicamente, se revela que el criado de este hombre fue quien dejó detrás de él los manuscritos—y los Morland no son tan pobres como Thorpe dijo la segunda vez.

## Personajes
Catherine Morland: Joven de diecisiete años que disfruta leyendo novelas góticas. Fue una chica poco femenina de niña, y está equivocadamente preocupada al pensar que no es suficientemente bella, hasta que los hombres empiezan a interesarse por ella en los bailes. Carece de experiencia y ve su vida como si ella fuera una heroína de novela gótica. Ve lo mejor de la gente, y siempre ha ignorado las intenciones malévolas de los demás. Es la hermana de James Morland, a quien ama devotamente. Es bondadosa y franca, y a menudo hace comentarios profundos sobre las incoherencias y la falta de sinceridad de las personas que la rodean, por lo general a Henry Tilney, y así resulta, involuntariamente, sarcástica y graciosa.
Es también humilde y modesta, siendo extraordinariamente feliz cuando recibe el más mínimo cumplido. Va creciendo a lo largo de la novela, conforme gradualmente se va convirtiendo en una verdadera heroína, y aprende de sus errores y cuando sale al mundo en Bath. A veces comete errores, al aplicar las novelas góticas a situaciones de la vida real; por ejemplo, cuando sospecha que el General Tilney asesinó a su mujer. Catherine pronto aprende que las novelas góticas son solo ficción y que no se aplican a situaciones de la vida real.
Henry Tilney: Un clérigo instruido que tiene veinticinco años, el hijo menor de la rica familia Tilney. Es quien despierta el interés romántico de Catherine a lo largo de la novela, y a lo largo de la trama él acaba correspondiéndole a Catherine. Es sarcástico, intuitivo y listo, dado a los comentarios ingeniosos y a los flirteos ligeros (que Catherine no siempre entiende ni es capaz de devolver), pero siempre muestra una naturaleza simpática (es un buen hermano para Eleanor), lo que le lleva a apreciar la sinceridad un poco ingenua de Catherine. Admira que ella siempre considere primero a los demás, así como que analice las cosas primeramente de un punto objetivo y no se deje llevar por sus sentimientos.
Isabella Thorpe: Es manipuladora y egoísta en su búsqueda de un marido rico; por entonces, el matrimonio era la única manera de que una joven se "estableciera" con casa propia (en vez de depender de otros como una tía solterona), e Isabella carece de las cualidades que le harían "pillar" un "buen marido" en el mercado matrimonial, pues no tiene riqueza ni conexiones familiares. Al llegar a Bath carece de conocidos, lo que hace que forme una rápida amistad con Catherine Morland. Además, cuando conoce que es la hermana de James Morland, a quien Isabella considera mejor partido de lo que es en realidad, hace todo lo posible por asegurar una conexión entre las dos familias.
General Tilney: Un general retirado, severo y rígido, de naturaleza obsesiva, es el único padre que les queda a Fredrick, Henry y Eleanor. En un principio sus hijos Eleanor y Henry se sorprenden por la buena disposición que tiene con Catherine y esto se debe a que piensa erróneamente que es una rica heredera. Es un hombre bastante llevado por el dinero y le importa mucho que sus hijos se casen bien.
Eleanor Tilney: Hermana de Henry, no tiene un gran papel en Bath, pero cobra relevancia en la abadía de Northanger. Durante su primera conversación descubre los verdaderos sentimientos de Catherine hacia su hermano Henry y a lo largo de la obra desea profundamente que ambos se casen. Es una buena carabina cuando Catherine y Henry están juntos. Hija obediente, cálida amiga, dulce hermana, pero solitaria bajo la tiranía de su padre dirige su corazón a un joven de escasos recursos para un padre como el General Tilney que más tarde consigue el título de Vizconde y se casan con la aprobación de su padre, además ayudando a su hermano Henry y Catherine para sus planes.
Frederick Tilney: Hermano mayor de Henry, heredero de Northanger, un oficial del ejército que disfruta flirteando con chicas bonitas que desean animarle, aunque sin ninguna intención seria por su parte. Al llegar a Bath fija su atención en Isabelle Thorpe solo con la intención de divertirse y es la causa de la ruptura en el compromiso entre James Morland e Isabelle. A menudo se ve a su hermano Henry algo avergonzado por su conducta.
Sr. Allen: Hombre bondadoso, que se parece algo al Sr. Bennet de Orgullo y Prejuicio, aunque no tan condesendiente. Es de pensamientos sinceros y adecuados, y varias veces apoya a Catherine moralmente. Controla todo lo que dice y hace su un poco atolondrada esposa.
Sra. Allen: Un poco superficial, ve todo en términos de su obsesión con la ropa y la moda, y tiene tendencia a repetir las observaciones de otros en lugar de una conversación original. A pesar de todo sigue todo lo que dice su esposo por lo que no cae constantemente en desatinos.

## Temas principales
- Las complicaciones y el aburrimiento de la alta sociedad, en particular cuando se trata de escoger compañero.
- Los conflictos del matrimonio por amor y el matrimonio de conveniencia.
- La vida vista como una novela gótica, llena de peligro e intriga.
- La madurez de un joven hacia una adultez escéptica, la pérdida de la imaginación, la inocencia y la buena fe.
- Las cosas no son lo que parecen. Por ejemplo, la relación entre Catherine e Isabella, y la idea falsa de Catherine respecto a Blaise Castle, que acaba siendo una cáscara vacía más que las ruinas encantadoras que ella se imaginó.

## Alusiones/referencias a otras obras
Se mencionan varias novelas góticas en el libro, incluyendo sobre todo Los misterios de Udolfo y The Italian de Anne Radcliffe. Austen también satiriza Clermont, una novela gótica escrita por Regina Maria Roche. Esta última se incluye en una lista de siete novelas góticas algo sombrías, conocidas como las 'Espeluznantes novelas de Northanger' recomendadas por Isabella Thorpe a Catherine Morland (El castillo de Wolfenbach, Clermont, Avisos misteriosos, El nigromante de la Selva Negra, Campana a media noche, Huérfana del Rin, y Misterios horribles).
Por sus espeluznantes títulos se creyó en un tiempo que eran invenciones de ella, pero investigaciones posteriores realizadas por Montague Summers y Michael Sadleir descubrieron que realmente existieron. Ha habido desde entonces varios intentos de publicarlas de nuevo.

## Significado literario y crítica
La abadía de Northanger es sobre todo una parodia de la ficción gótica. Austen da la vuelta a las convenciones de las novelas del siglo XVIII, haciendo que la heroína sea una chica normal, sin distinción, de una familia de clase media, y permite a la heroína enamorarse del héroe antes de que él piense con seriedad en ella, y exponiendo los temores románticos de la heroína y sus curiosidades como infundadas. La biógrafa de Austen, Claire Tomalin especula que Austen pudo empezar este libro, que es más explícitamente cómico que el resto de sus obras y contiene muchas alusiones literarias, que sus padres y hermanos habrían disfrutado, como un entretenimiento familiar—una pieza de alegre parodia para leer en alto frente al fuego.
La abadía de Northanger expone las diferencias entre la realidad y la fantasía y se pregunta quién puede confiarse que será un buen compañero y quien será un falso amigo. Se considera la más ligera de sus novelas.

## Adaptaciones
- La abadía de Northanger (1968): Televisión Española realizó una adaptación en una serie de 10 capítulos, de unos 20 minutos cada uno, y fue emitida entre el 25 de noviembre de 1968 y el 6 de diciembre del mismo año. Fue adaptada por Ricardo López Aranda, dirigida por Pedro Amalio López y protagonizada por Lola Herrera, Alicia Hermida, María Saavedra, Pepe Martín y Manuel Tejada, entre otros. Puede verse completa en el archivo de la web de rtve.es[2]
- Northanger Abbey (1986): La A&E Network y la BBC transmitieron una adaptación para televisión.
- La abadía de Northanger (2007): Adaptación de La abadía de Northanger fue desarrollada por Andrew Davies para la ITV en 2007 'Season of Jane Austen'. Con las interpretaciones de Felicity Jones y JJ Feild como Catherine y Henry, respectivamente.